# NGC 7140
NGC 7140 је спирална галаксија у сазвежђу Индијанац која се налази на NGC листи објеката дубоког неба.
Деклинација објекта је - 55° 34' 11" а ректасцензија 21h 52m 15,1s. Привидна величина (магнитуда) објекта NGC 7140 износи 11,7 а фотографска магнитуда 12,5. Налази се на удаљености од 37,4000 милиона парсека од Сунца. NGC 7140 је још познат и под ознакама NGC 7141, ESO 189-7, FAIR 354, AM 2148-554, IRAS 21488-5548, PGC 67532.